# Колючка амурська
Колючка амурська (Pungitius sinensis) — вид риб родини колючкових (Gasterosteidae). Прісноводна / солонуватоводна / морська бентопелагічна риба, що сягає 6.5 см (рідко 8-9 см) довжиною. Поширена як в Азії: Корейський півострів, Японія, Курильські острови, Камчатка, басейн Амуру.